# Royal AM Football Club
Le Royal AM Football Club est un club de football sud-africain basé à Durban.

## Historique
Le club est fondé sous le nom Real Kings FC, en 2016 il accède à la deuxième division. En 2020, le club détenu par Shauwn Mkhize, une star de télévision, est renommé Royal AM. Après la saison 2020-2021, Royal AM doit disputer les barrages pour accéder à la première division. Le club conteste la promotion de Sekhukhune United, s'ensuit une dispute légale avec la fédération, Royal AM ne se présentera pas aux matchs de barrages.
Avant la saison 2021-2022, Royal AM achète la licence de Bloemfontein Celtic Football Club et accède ainsi au plus haut niveau. Le club termine sa première saison en première division à la 3e place, ce qui le qualifie pour la Coupe de la confédération 2022-2023.
En mars 2025 à la suite de problèmes financiers le club est exclu du championnat.

## Note et référence
1. ↑  (en) PSL STATEMENT ON THE PROMOTION PLAY-OFFS
2. ↑  (en) DSTV PREMIERSHIP : BLOEMFONTEIN CELTIC SOLD: RENAMED ROYAL AM
3. ↑  (en) « Royal AM out! PSL votes overwhelmingly to expel club from SA football », sur news24.com, 10 avril 2024